# 芋子寮
芋子寮，原寫為芋仔藔，早期亦寫為芉子寮、芉仔藔，是臺灣嘉義縣義竹鄉的一個傳統地域名稱，位於該鄉西南端。相較於今日行政區，其範圍大致包括官順村、官和村。

## 歷史
台灣日治初期，芋子寮地區為一街庄，稱為「芋仔藔庄」，隸屬於龍蛟潭堡。該庄北與新店庄為鄰，東北及東與過路仔庄為鄰，東南邊及西南邊隔八掌溪分別與溪洲仔藔庄、渡仔頭庄為界，西北邊為新溫庄。
1901年（日治明治三十四年）11月，全台廢縣廳改設二十廳，該庄隸屬於鹽水港廳。1903年（明治三十六年）6月，該庄編入「溪洲仔藔區」，隸屬於鹽水港廳。1909年（明治四十二年）10月，合併二十廳為十二廳，該庄改編入「東後藔區」，並改隸屬於嘉義廳。1920年（大正九年），全台地方制度大改正，廢十二廳改設五州二廳，該庄改制並雅化為「芋子寮」大字，隸屬於臺南州東石郡義竹庄。
戰後義竹庄改制為義竹鄉，隸屬於臺南縣，大字亦改制為村。1950年10月，雲、嘉、南分治，義竹鄉改隸屬嘉義縣。

## 聚落
本地區發展較早的聚落為芋仔藔，在日治期初期的官方地圖上已有記載。

## 交通
縣道163號是嘉義市市區至嘉義縣布袋鎮好美里的道路，經過本地區芋子寮聚落西部。由該道路東北行可前往義竹市區、鹿草鄉、水上鄉、嘉義市西區，並止於縣道159號路口；西行可前往布袋鎮，並止於好美里。

## 學校
- 和順國小